# Odontolochus raffrayi
Odontolochus raffrayi är en skalbaggsart som beskrevs av Renaud Maurice Adrien Paulian 1942. Odontolochus raffrayi ingår i släktet Odontolochus och familjen Aphodiidae. Inga underarter finns listade i Catalogue of Life.